# Cratere Menelaus
Menelaus è un cratere lunare di 27,13 km situato nella parte nord-orientale della faccia visibile della Luna.